# Mazan-l'Abbaye
 Mazan-l'Abbaye  es una población y comuna francesa, ubicada en la región de Ródano-Alpes, departamento de Ardèche, en el distrito de Largentière y cantón de Montpezat-sous-Bauzon.

## Demografía
| 419 | 356 | 280 | 229 | 210 | 163 |
| Para los censos de 1962 a 1999 la población legal corresponde a la población sin duplicidades (Fuente: INSEE [Consultar]) |     |     |     |     |     |

## Hermanamientos
- España: Hermigua, La Gomera (desde 2011)